# 里夏德·拉特卡
里夏德·拉特卡（德語：Richard Ratka，1963年11月26日—），德国前男子手球运动员。他曾代表德国国家队参加1992年夏季奥林匹克运动会手球比赛，结果队伍获得第10名。